# Devichil
Devichil (真・女神転生 デビチル Shin · Megami Tensei Debichiru?) Es un anime producido en 2000, compuesto por 50 episodios e inspirado en los videojuegos Shin Megami Tensei: El Libro Negro / Libro Rojo de los Niños del Diablo, publicado por Atlus. Fue transmitido por primera vez en Japón por CBC desde octubre de 2000.  La serie completa está dividida en 2 temporadas, entre las cuales la primera consta de 26 episodios, la segunda de 24.
Del anime también se dibujó una adaptación de manga diseñada por Hideaki Fujii y publicada de 2001 a 2002 en la revista mensual Comic Bom Bom publicada por Kōdansha [2]. Posteriormente, los diversos capítulos se recopilaron en cinco volúmenes tankōbon [3].
En España este anime se emite en Disney Channel y Clan TVE.

## Personaje
- Setsuna Kai

El personaje principal de la historia. Un niño de quinto grado de la escuela primaria que es bueno en el fútbol.
Un tipo que actúa sin pensar profundamente y lamentarse más tarde.
A partir de ahora Mirai y la casa de Hiroshi estarán en la casa.
Con Mirai, la misma escuela está en la misma clase, pero a menudo tiene una sensación en la boca. Cool of good devil es compañero.
- Mirai Kaname

Una niña de primaria de quinto grado. Es una personalidad clara, universal del deporte.
Él es un pequeño meee, secretamente desea un ídolo.
Actualmente vivo con el mar de Guanga de mi abuelo.
Espero ver a mi padre y reencontrarme lo antes posible.
Bale del buen diablo es compañero.
- Cool

Buen diablo que vivió en Makai.
Fue hecho malvado por el poder de Lucifer, pero luchó con Setsuna y regresó.
Siempre sea optimista, me disgusta muchísimo que me traten como a perros.
Es un socio cuyo "Devigenom" es consistente con Setsuna.
- Veil

Buen diablo que vivió en Makai.
Parece un pájaro lindo, pero puedo hablar.
La magia con viento y la magia de defensa son buenas para eso.
Es un socio de Mirai.
- Hiromi Kaname

El abuelo de Mirai. Autoproclamado, un gran inventor como un genio científico.
Sin embargo, hay muchas cosas extrañas que los inventores no entienden un poco.
Es una personalidad grande, alegre y brillante, pero algo demasiado grande ... también.
Junto con Mirai, estoy buscando al padre de la señorita Micha (... mi hijo).
- Nisloch

Un chef carismático que busca lo último en sabor.
Es un sueño hacer el mejor plato que cautive a todos los demonios.
- Frost Ace

La escarcha de la leyenda envuelta en muchos misterios.
Además del poder mágico, el juicio de la espada tiene una capacidad gorda.
La buena magia es "Deiraghan", "Bufura" y así sucesivamente.
- poder

Es un diablo nacido de una máquina combinada completamente completada.
Por supuesto, el poder mágico también es un objeto de primera clase, y el desmontaje de la espada también es un objeto de primera clase.
Buena magia es "Light Spear" "Zionga" etc.
- Bastet

Reina que gobierna sobre el rico reino.
Estaba cansado de mi vida diaria, pero me conocí bien y me di cuenta de mi misión.
La buena magia es "scratch", "Xanma" y así sucesivamente.
- pato

Es un demonio zorro blanco.
Se convierte en una princesa muy hermosa, y también hace un montón de engaños.
Buena magia es "Mahabuff", "Bufura", etc.

## Doblaje
| Personaje              | actor de voz original | Actor de voz español de España |
| ---------------------- | --------------------- | ------------------------------ |
| Setsuna Kai            | Shōtarō Morikubo      | Blanca Rada                    |
| Mirai Kaname           | Yukana                |                                |
| Cool                   | Kikuko Inoue          |                                |
| Veil                   | Chiaki Ōsawa          | Carmen Podio                   |
| Abadon                 |                       |                                |
| Fenril                 | Mitsuo Iwata          |                                |
| Jack Frost             |                       |                                |
| Mecchi                 |                       |                                |
| nonno di Mirai         | Sukekiyo Kameyama     |                                |
| Lucifero               | Ryōtarō Okiayu        |                                |
| Professoressa Kyoko Li | Kikuko Inoue          |                                |
| Karen                  |                       |                                |
| Uchikida               |                       |                                |
| Clockwork Rabbit       |                       |                                |
| Vampiro (ep. 13)       |                       |                                |
| Zeta Takajo            |                       |                                |
| Franken                |                       |                                |
| Nisroch                |                       |                                |
| Vibhisana              |                       |                                |
| Sphinx                 |                       |                                |

## =Temporada 1
1. ¡Kerberos! ¡¿Amaka es un tipo genial ?!
2. ¡Jack Frost! ¡Fuerte en el frío, pero con tus pies !?
3. ¡Zantman! ¡Que tengas buenos sueños a todos!
4. ¡Hipopótamo! En la nieve las llamas son Pow!?
5. Mantener el conejo! Preocupado por el tiempo y cielo gracioso?
6. ¡Armang! ¡El interior del disfraz es travieso!
7. Mechy! Mizuchi! ¡Electrocucion!
8. Nisrok! Bien con la cocina carismática ya?
9. Kaihee ovejas! El tesoro es pellizco!
10. Salamandra! Con el secreto de Magia viniendo tan duro?
11. ¡Demonios! Gashinko partido de hielo y fuego !!
12. Nekomata ¿Una peligrosa trampa de amor peligrosa?
13. Vampiro! Es lindo, es el cuello de un buen chico!
14. Franken: ¿Qué es el Devigenome?
15. Frost Ace! Es un héroe de tu admiración Ho !?
16. Odin! Kudagitsune es un kitsune !?
17. Enano! Armas secretas no pueden parar?
18. ¡Persona! ¿De quién es la culpa el cambio de mi mente?
19. Ganesha! Jama de clase es perdonado!
20. ¡Pesadilla! ¡El diablo es una buena chica, no duermas bien !?
21. Doppelganger! ¿Soy tú y tú eres yo?
22. ¡Infierno! ¿Hay tres cosas dos veces?
23. ¡Poder! ¡Por fin, demonio completo y unido!
24. ¡Fenrir, Abadon! ¡Un gran alboroto en el mundo terrestre!
25. ¡Azelle y Belial! ¡El equipo de tag más fuerte de Makai!
26. Setsuna y Mirai! Nuevas salidas (Tabbitschi) !!

### Temporada 2
1. Cloak Waha! Todo a lo que Makai pertenece!
2. Vuritra! Falta aviso de advertencia emitido?
3. Esfinge! No puedo mover sentimientos a nadie !!
4. ¿Necesitas Hook? ¿No puedes pelear con hambre?
5. Neko Shogun! ¿Las peleas siempre se despiden?
6. ¡Agatión! ¡Saldrá tan pronto como abres ese punto!
7. Hecaton kale! Deseo de matrimonio gran explosión !!!
8. ¡Mammon! Adivinación adivina está bien!
9. PIFULUS! Experimental Exitoso Hee hee ... ....?
10. Anku! Crisis fugitivo gran problema?
11. Bastet! He estado enamorado!
12. Indra! Chico misterioso · Zett apareció!
13. ¡Horus! ¡El gobernante del gran sol y la luna!
14. Bibisana! Al final del odio y la traición !!
15. Fresberg! Up up, acelerar!
16. Ifrito! Dependiendo de la fortuna del día!?
17. Kirin! El corazón de coraje para levantarse !!
18. Daibao! Makai torneo más fuerte !!
19. Vajett! Todavía creo!
20. Dominio! Mal mal es saga!?
21. ¿Fenrir, Grupo Abaddon Corps Makai un paso por delante?
22. ¡Lucifer! ¡El que se ríe de Makai descendiendo de la estrella!
23. Zebul! Amistad rota!
24. ¡Setsuna y Zett! ¡Pasaron todos los días hasta mañana!

- Datos: Q16549370